# لی هو-پیونگ
لی هو-پیونگ (انگلیسی: Li Ho-pyong؛ زادهٔ ۱۶ اکتبر ۱۹۵۱) کشتی‌گیر اهل کره شمالی بود. از افتخارات وی میتوان به کسب مدال نقره وزن ۵۷ کیلوگرم آزاد در بازی‌های المپیک تابستانی ۱۹۸۰ اشاره کرد.